# Thalassia
Thalassia, rod morskog bilja iz porodice žabogrizovki. Postoje dvije vrste, jedna iz područja Kariba i druga iz Indijskog oceana i zapadnog Pacifika

## Vrste
1. Thalassia hemprichii (Ehrenb. ex Solms) Asch.
2. Thalassia testudinum Banks & Sol. ex K.D.Koenig

## Sinonimi
- Schizotheca Ehrenb.